# 埃爾姆格羅夫鎮區 (愛荷華州路易莎縣)
埃爾姆格羅夫鎮區（英語：Elm Grove Township）是位於美國愛荷華州路易莎縣的一個行政鎮區。

## 地方資料
根據2010年美國人口普查的數據，埃爾姆格羅夫鎮區的面積為65.40平方千米，當中陸地面積為65.40平方千米，而水域面積為0.00平方千米。當地共有人口202人，而人口密度為每平方千米3.09人。